# Eburodacrys laevicornis
Eburodacrys laevicornis es una especie de escarabajo longicornio del género Eburodacrys, tribu Eburiini, subfamilia Cerambycinae. Fue descrita científicamente por Bates en 1884.

## Descripción
Mide 14,2-21,25 milímetros de longitud.

## Distribución
Se distribuye por Colombia, Costa Rica, Nicaragua, Panamá y Venezuela.